# 691 Lehigh
Lehigh (asteróide 691) é um asteróide da cintura principal com um diâmetro de 87,68 quilómetros, a 2,6613081 UA. Possui uma excentricidade de 0,1176143 e um período orbital de 1 913,17 dias (5,24 anos).
Lehigh tem uma velocidade orbital média de 17,15040532 km/s e uma inclinação de 13,02014º.
Esse asteróide foi descoberto em 11 de Dezembro de 1909 por Joel Metcalf.